# Сиверс, Владимир Карлович
Влади́мир Ка́рлович Си́верс (1790—1862) — русский военачальник, генерал от кавалерии (10.10.1843), участник Наполеоновских войн, русско-турецкой войны 1828—1829 гг. и Польской кампании 1831 года.

## Биография
Родился в 1790 г., происходил из дворян Лифляндской губернии. Образование получил во 2-м кадетском корпусе, откуда 21 ноября 1807 г. был выпущен прапорщиком в Кексгольмский пехотный полк; в чине подпоручика в 1810 г. назначен адъютантом к бывшему военному министру, князю Барклаю-де-Толли, а через два года переведён в лейб-гвардии Уланский полк, где и был последовательно повышаем до чина полковника, который получил всего на восьмом году офицерской службы.

## Отечественная война 1812 года
Сиверс участвовал во всех походах и сражениях русско-шведской войны 1808—1809 гг., затем — в Отечественной войне 1812 года и в 1813—1814 гг. находился в Заграничных походах против французов. В продолжение Отечественной войны он находился в многочисленных делах с противником и, между прочим, был участником Бородинской битвы, сражения под Малым Ярославцем, где получил сильную контузию ядром и был награждён орденом св. Анны 4-й степени с надписью «За храбрость», и боя под Красным; в последнем бою он получил рану в левую ногу ружейной пулей и за оказанную в этом бою примерную храбрость награждён золотой саблей с надписью «За храбрость».
В заграничном походе Сиверс находился в составе русских войск, перешедших через границу для преследования изгнанного противника, принимая участие, вплоть до 1815 г. включительно, во многих боевых столкновениях, в том числе в Битве народов под Лейпцигом и при взятии Парижа. За разновременно оказанные им в этот период военные подвиги он был последовательно награждаем орденами св. Анны 2-й степени с алмазными украшениями, св. Владимира 4-й степени, прусского «Pour le Mérite» и французского Почётного легиона.
24 января 1818 г. назначен командиром Татарского, потом Бугского уланского полка, а 12 декабря 1823 г. произведён в генерал-майоры, с назначением состоять при начальнике 1-й драгунской дивизии; спустя пять месяцев назначен командиром 2-й бригады Бугской уланской дивизии.

## Русско-турецкая война 1828—1829
Во главе этой дивизии Сиверс в 1828 и 1829 гг. действовал против турок, причём за отличия оказанные при крепости Шумле был награждён орденом св. Анны 1-й степени с императорской короной, а за занятие Эноса и его цитадели с 53 орудиями и большим числом снарядов и пороха — св. Георгия 3-го класса (5 октября 1829 г., № 417 по спискам Григоровича — Степанова и Судравского)
В воздаяние храбрости и отличия, оказаннаго в сражениях турок в войну 1829 года, где при взятии Эноса проявил благоразумныя распоряжения, решительность и точность.

## Польское восстание 1830 го
По окончании турецкой войны в 1829 г. Сиверс был назначен начальником 2-й гусарской дивизии, в каковой должности в 1831 г. принял участие в подавлении Польского восстания; за боевые отличия был награждён: за отличие при с. Игане орденом св. Владимира 2-й степени большего креста, за кавалерийское дело у с. Бронище — золотой саблей, украшенной бриллиантами и надписью «За храбрость», и за взятие приступом Варшавы произведён в генерал-лейтенанты.
В 1839 г. назначен командиром 1-го резервного кавалерийского корпуса, затем в 1843 г. — 1-го пехотного корпуса, где и был произведён 10 октября 1843 г. в генералы от кавалерии. В 1850 г. получил звание шефа Бугского уланского полка, с оставлением в прежней своей должности. В воздаяние военных заслуг, оказанных Сиверском, полк этот в 1857 г. был наименован Бугским уланским генерала от кавалерии графа Сиверса полком.

## Крымская война
13 декабря 1854 г. Сиверс был назначен командиром Балтийского корпуса, действовавшего по охране побережья от союзного англо-французского флота, и командующим войсками в Лифляндии и Курляндии расположенными, с правами командира отдельного корпуса в военное время. «За принятие самых действительных мер к обеспечению вверенного края (Балтийского побережья) от неприятельских покушений» удостоился получить всемилостивейший рескрипт, который являлся «знаком доверия к его воинской опытности, долговременною и примерною ревностною службою приобретенною».
В начале 1856 г. Сиверс был отправлен за границу на германские минеральные воды впредь до излечения болезни.
Умер 8 марта 1862 г.

## Награды
- Орден Святой Анны 4-й степени (1812)[2]
- Орден Святого Владимира 4-й степени с бантом  (1812)
- Орден Святой Анны 2-й степени (02.05.1813)
- Золотая сабля с надписью «За храбрость» (03.06.1813)
- Орден Святой Анны 1-й степени (25.06.1828)
- Императорская корона к ордену Святой Анны 1-й степени (15.12.1829)
- Орден Святого Георгия 3-й степени (05.10.1829)
- Орден Святого Владимира 2-й степени (24.09.1831)
- Золотая сабля с надписью «За храбрость», украшенная алмазами (08.10.1831)
- Знак отличия За военное достоинство 2-й степени (1831)
- Орден Белого Орла (30.08.1839)
- Орден Святого Александра Невского (28.09.1842)
- Бриллиантовые знаки к ордену Святого Александра Невского (01.09.1843)
- Орден Святого Владимира 1-й степени (22.08.1849)
- Табакерка с портретом Его Величества (1854)
- Знак отличия беспорочной службы за XL лет (1855)

Иностранные:
- Прусский орден Pour le Mérite (1813)
- Французский орден Почётного легиона (1814)